# Jens Kruppa
Jens Kruppa (Freital, 3 giugno 1976) è un nuotatore tedesco.
Specializzato nella rana, ha partecipato a due edizioni olimpiche: Sydney 2000 e Atene 2004, vincendo una medaglia d'argento e un bronzo nella staffetta 4x100 m misti.

## Palmarès
- Olimpiadi

Sydney 2000: bronzo nella 4x100m misti.
Atene 2004: argento nella 4x100m misti.
- Mondiali

Fukuoka 2001: argento nella 4x100m misti.
- Mondiali in vasca corta

Göteborg 1997: bronzo nei 100m rana e nei 200m rana.
- Europei

Siviglia 1997: argento nella 4x100m misti.
Berlino 2002: bronzo nella 4x100m misti.
- Europei in vasca corta

Rostock 1996: oro nei 100m rana e nella 4x50m misti, argento nei 50m rana e nei 100m misti e bronzo nei 200m rana.
Sheffield 1998: argento nei 100m misti e bronzo nei 100m rana.
Lisbona 1999: oro nei 100m misti.
Anversa 2001: argento nei 100m misti.
Riesa 2002: oro nella 4x50m misti e bronzo nei 50m rana.